# Alliance Rostec Auto B.V.
Alliance Rostec Auto B.V. was een joint venture tussen de Franse autofabrikant Renault en het Russische staatsbedrijf Rostec. Het was een Nederlandse besloten vennootschap met beperkte aansprakelijkheid die van december 2019 tot eind december 2021 alle aandelen bezat in AvtoVAZ, de grootste autofabrikant in Rusland die auto's van het merk Lada en diverse modellen van de Renault-Nissan-alliantie produceert.

## Beschrijving
In 2008 tekende Renault een strategische samenwerkingsovereenkomst met AvtoVAZ en nam een aandelenbelang van 25%. In 2012 verwierf de Renault-Nissan-alliantie een meerderheidsbelang in Alliance Rostec Auto (ARA), een joint venture met Rostec, een bedrijf gericht op de export van hoogwaardige Russische producten waaronder veel defensiematerieel. Het doel van de joint venture is om de groei van Renault-Nissan in Rusland op te voeren en tegelijkertijd de concurrentieprestaties van AvtoVAZ te verbeteren en de ontwikkeling van het merk Lada te bevorderen.
In december 2016 nam Renault deel aan een herkapitalisatieoperatie van AvtoVAZ. Renault verhoogde daarmee haar belang in ARA tot 73,30%. In september 2017 nam Renault het belang van 9,15% van Nissan over in ARA. Daardoor zijn Renault en Rostec de enige aandeelhouders geworden.
Als een gevolg van de herkapitalisatie van december 2016 deed ARA in september 2018 een bod op alle uitstaande aandelen AvtoVAZ die ze nog niet in bezit hadden. Op 26 december 2018 werd de opkoopregeling succesvol afgesloten en daarmee zijn alle aandelen in handen van ARA gekomen. 
Renault heeft nu 67,61% van de aandelen ARA in handen en Rostec de overige 32,39%. Dit zijn tegelijk ook de belangen in AvtoVAZ.
Eind 2021 kreeg AvtoVAZ een nieuwe, volledig Russische eigenaar. Alle aandelen werden overgeheveld naar een nieuwe gezamenlijke onderneming die Lada Auto Holding heet en in Moskou is geregistreerd. De verdeling van de aandelen tussen Rostec en Renault bleef daarbij ongewijzigd. In maart 2022, na de Russische invasie van Oekraïne in 2022 en internationale druk om dit te doen, gaf Renault aan het aandeel in AvtoVAZ te heroverwegen.

## Media-aandacht
ARA was gevestigd aan de Amsterdamse Jachthavenweg. Alleen de namen van de automerken Renault en Nissan waren op de geelbruin marmeren gevel van het pand vlak achter de ING aan de Zuidas vermeld. Naast een (fiscaal) hoofdkantoor waren er echter geen productielocaties in Nederland te vinden. Het was een brievenbusfirma waarmee bedrijven van het gunstige belastingklimaat profiteren. "Het is slechts opgericht voor administratieve doeleinden", aldus Rostec-directeur Sergej Tsjemezov in mei 2014 in de Russische zakenkrant Vedomosti. Tsjemezov, een voormalig KGB-generaal, is een vriend van de Russische president Vladimir Poetin. In de jaren 80 dienden ze samen in de Duitse Democratische Republiek en woonden er in hetzelfde appartementencomplex.
Tsjemezovs naam stond niet alleen op het Kamer van Koophandeluittreksel van de Amsterdamse firma, maar ook op Europese en Amerikaanse sanctielijsten. Als onderdeel van strafmaatregelen tegen de Russische interventie in Oekraïne, kreeg Tsjemezov restricties opgelegd. In juli 2014 weigerde Groot-Brittannië hem een visum toen hij wilde afreizen naar een luchtvaartshow in de buurt van Londen.
De brievenbusfirma in combinatie met het neerstorten van Malaysia Airlines-vlucht 17 op 17 juli 2014 leidde ertoe dat in de media berichten verschenen dat de leverancier van de luchtdoelraket waarmee vlucht MH17 boven Oekraïne is neergehaald, zetelt op de Amsterdamse Zuidas en via een brievenbusfirma zou profiteren van het Nederlandse belastingklimaat. Rosoboronexport, leverancier van het Boek-raketsysteem was via moederbedrijf Rostec verbonden met ARA.
GroenLinks was van mening dat het niet uit te leggen viel dat uitgerekend de verkoper van de Boek-raket, het wapen waarmee de MH17 werd neergeschoten, extra winst maakte dankzij belastingparadijs Nederland en stelde hierover Kamervragen. Het kabinet deelde deze mening niet omdat nog niet was vastgesteld wie (mede)verantwoordelijkheid draagt voor het neerhalen van vlucht MH17 omdat het strafrechtelijk onderzoek nog gaande was.